# Мэлик, Уэнди
Уэнди Мэлик (англ. Wendie Malick, род. 13 декабря 1950) — американская актриса и бывшая модель, номинант на премии «Эмми» и «Золотой глобус». Она наиболее известна по своим ролям на телевидении в комедийных сериалах «Как в кино» (1990—1996), «Журнал мод» (1997—2003) и «Красотки в Кливленде» (2010—2015). Мэлик хорошо известна благодаря игре гламурных и властных женщин в комедийных шоу.

## Ранняя жизнь
Уэнди Мэлик родилась в Буффало, Нью-Йорк, её мать была моделью, а отец — продавцом египетского происхождения. В 1972 году она окончила Уэслианский университет Огайо в штате Делавэр и начала свою карьеру в качестве модели, работая в агентстве Вильгельмины Купер. В начале карьеры она сменила имя Венди (англ. Wendy) на Уэнди (англ. Wendie), а в конце семидесятых начала интересоваться актёрской профессией.

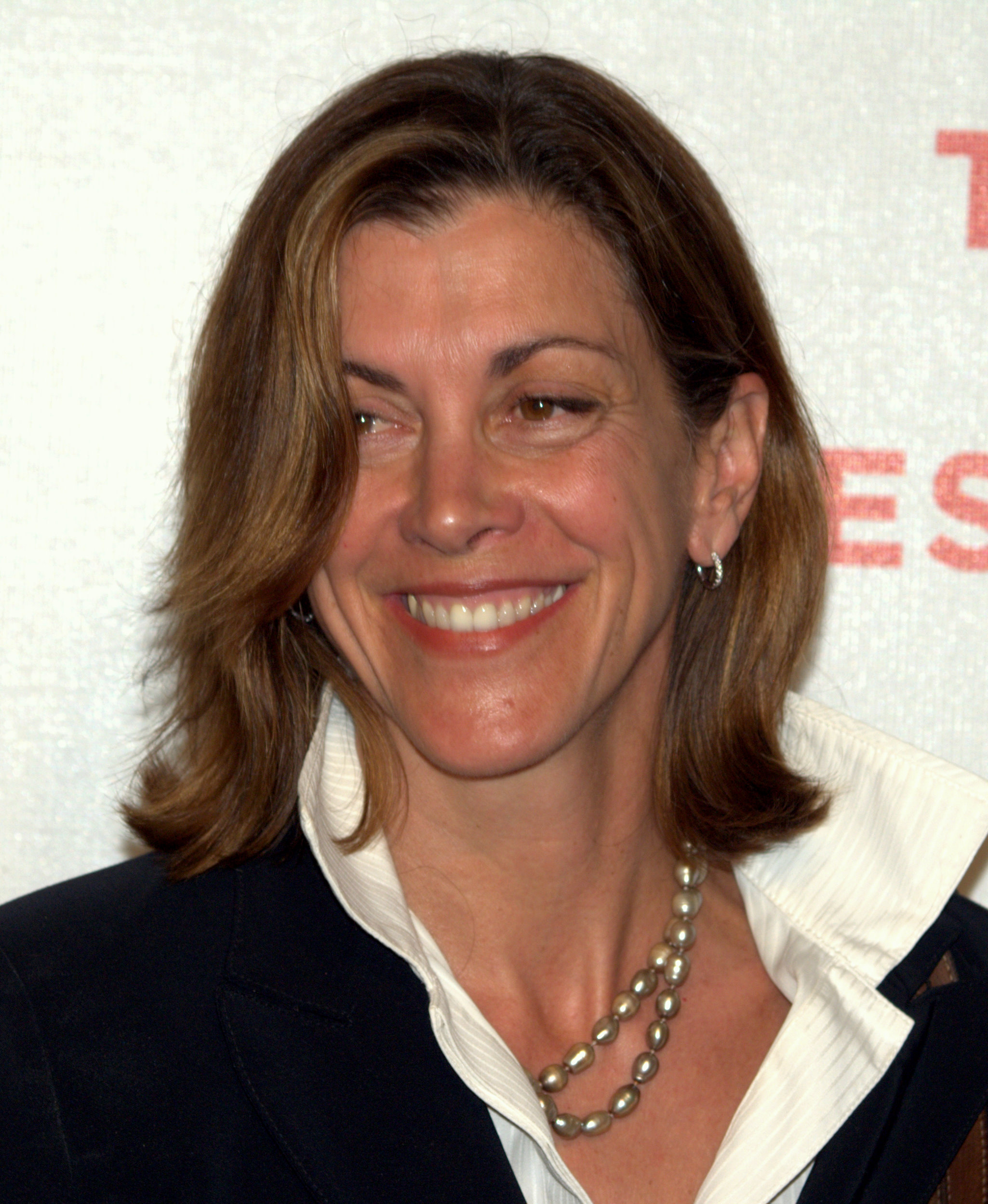
Уэнди Мэлик в 2009 году

## Карьера
Первая комедийная роль в карьере Уэнди Мэлик была в телешоу Saturday Night Live, после чего она пробовалась на роль Дианы Чемберс в ситком «Весёлая компания», однако роль досталась Шелли Лонг. Вместо этого Мэлик попробовала свои силы в драме, сыграв одну из главных ролей в медицинском сериале 1983 года «Травматологический центр», который был закрыт после одного сезона. Когда сериал был закрыт, последующие пять лет она появлялась в различных телешоу, прежде чем получить памятную роль второго плана в кинофильме «Новая рождественская сказка».
Прорывом в карьере Уэнди Мэлик стала роль Джудит Таппер Стоун, бывшей жены главного героя в комедийном сериале канала HBO «Как в кино», где она снималась на протяжении шести сезонов, с 1990 по 1996 год. Она выиграла четыре награды CableACE Award в номинации за лучшую женскую роль в комедийном сериале, а также похвалу от критиков за свою игру в шоу. В перерывах между съемками в ситкоме Мэлик дополнила своё резюме с десятками гостевых ролей в различных сериалах, среди которых были «Полиция Нью-Йорка», «Закон Лос-Анджелеса», «Байки из склепа», «Без ума от тебя», «Сайнфелд», «Сибилл», и «Спасатели Малибу». Её более запоминающаяся роль была в телефильме 1994 года «Мадонна: Потерянная невинность», где она сыграла лесбиянку и менеджера молодой Мадонны.

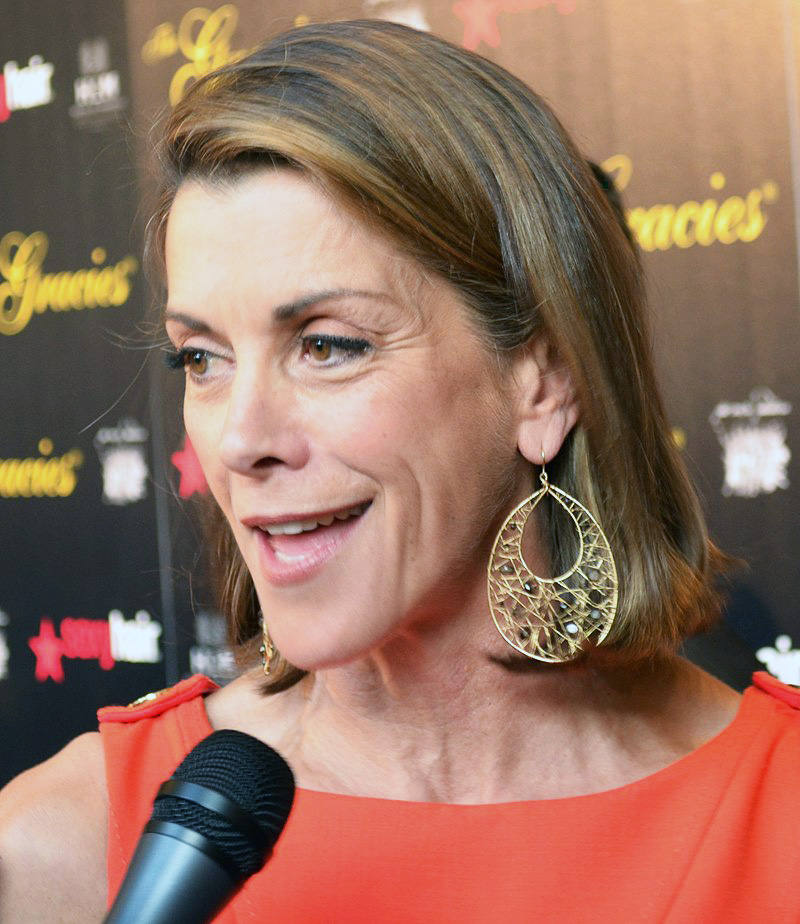
Уэнди Мэлик в 2012 году

В 1997 году Уэнди Мэлик была приглашена на роль Нины Ван Хорн, бывшей супермодели, а ныне редактора журнала в комедии NBC «Журнал мод». Шоу имело большой успех в телевизионных рейтингах, хотя и прохладно принималось критиками, однако Мэлик снискала похвалу от обозревателей за свою игру острой на язык пьющей бывшей супермодели. Это привело её к двум номинациям на премию «Эмми» за лучшую женскую роль второго плана в комедийном телесериале и «Золотой глобус» за лучшую женскую роль второго плана на телевидении. В дополнение к роли в ситкоме она сыграла главную роль в телефильме «История Энн и Эбби» (1999), а также озвучила одного из персонажей в коммерчески успешном анимационном фильме «Похождения императора» (2000).
В 2003 году, когда «Журнал мод» завершился после семи сезонов, Уэнди Мэлик присоединилась к актёрскому составу другого ситкома NBC «Фрейзер», в роли Ронни Лоуренс, в котором играла до его финала в мае 2004 года. После она снялась с Джоном Стэймосом в недолго просуществовавшем ситкоме «Джейк вчера, сегодня, завтра» (2005—2006), а после в экспериментальной комедии «Особенный день» (2006—2007), также закрытом после одного сезона. На большом экране её карьера была более успешной, в основном, благодаря характерным ролям в комедиях «Бешеные скачки», «Парк культуры и отдыха», «Шопоголик», «Продавец» и «Элвин и бурундуки 2».
В 2010 году Уэнди Мэлик вернулась на телевидение с ролью актрисы Виктории Чейз, пятикратно разведённой звезды мыльной оперы и лауреата премии «Эмми» в ситкоме «Красотки в Кливленде», наравне с Валери Бертинелли, Джейн Ливз и Бетти Уайт. Шоу получило похвалу от критиков, а Мэлик рассматривалась как один из основных претендентов на «Эмми», хотя номинацию так и не получила. Тем не менее, она была отмечена вместе с другими актрисами номинацией на премию Гильдии киноактёров США за лучший актёрский состав в комедийном сериале в 2011 году. Сериал просуществовал шесть сезонов, насчитывая 128 эпизодов.

## Личная жизнь
Уэнди Мэлик была замужем дважды. С 1982 по 1989 год её мужем был актёр и сценарист Митч Глейзер, а с 1995 года она замужем за Ричардом Эриксоном. Они живут в горах Санта-Моники с тремя собаками, двумя лошадьми и кошками. Мэлик практикует пескетарианство.

## Фильмография

### Фильмы
| Год  | Название на русском                         | Название на английском                  | Роль                            | Примечания  |
| ---- | ------------------------------------------- | --------------------------------------- | ------------------------------- | ----------- |
| 1978 |                                             | How to Pick Up Girls!                   | Стефи                           |             |
| 1979 | Видео мистера Майка Мондо                   | Mr. Mike’s Mondo Video                  | В роли себя                     |             |
| 1982 | Немного секса                               | A Little Sex                            | Филомена                        |             |
| 1985 | Закрытые заседания                          | Private Sessions                        | Типпи                           | Телефильм   |
| 1988 | Новая рождественская сказка                 | Scrooged                                | Уэнди Кросс                     |             |
| 1990 | Странная штука — любовь                     | Funny About Love                        | Нэнси                           |             |
| 1991 | Багси                                       | Bugsy                                   | Женщина в поезде                |             |
| 1991 | Династия: Примирение                        | Dynasty: The Reunion                    | Кэрол Маршалл                   | Телефильм   |
| 1994 | Мадонна: Потерянная невинность              | Madonna: Innocence Lost                 | Камилла Барбоне                 | Телефильм   |
| 1995 | Супруги Харт: Семейные тайны                | Hart to Hart: Secrets of the Hart       | Сара Пауэлл                     | Телефильм   |
| 1995 | Возвращение охотника                        | The Return of Hunter                    | Пэт Лафферти                    | Телефильм   |
| 1995 | Американский президент                      | The American President                  | Сьюзан Слоан                    |             |
| 1996 | Аполлон-11                                  | Apollo 11                               | Пэт Коллинз                     | Телефильм   |
| 1997 | Ловись, рыбка                               | North Shore Fish                        | Шимма                           |             |
| 1997 | Троянская штучка                            | Trojan War                              | Беверли Кимбли                  |             |
| 1997 | Идеальная фигура                            | Perfect Body                            | Джанет Брэдли                   | Телефильм   |
| 1997 | Просто добавь Любовь                        | Just Add Love                           | Шарлотта                        |             |
| 1998 | Развод: Современный запад                   | Divorce: A Contemporary Western         | Терри                           |             |
| 1998 | Джером                                      | Jerome                                  | Джейн                           |             |
| 1999 | История Энн и Эбби                          | Take My Advice: The Ann and Abby Story  | Энн Ландерс / Абигейл Ван Бурен | Телефильм   |
| 2000 | Похождения императора                       | The Emperor’s New Groove                | Чича                            | Озвучивание |
| 2001 | Сговор                                      | Cahoots                                 | Диана                           |             |
| 2001 | На краю                                     | On Edge                                 | Милдред Тилман                  |             |
| 2002 | Манна небесная                              | Manna from Heaven                       | Инес                            |             |
| 2003 | Рокеры-2                                    | Strange Frequency 2                     | Мэгги                           |             |
| 2004 | Повышение гениальности                      | Raising Genius                          | Нэнси Нестор                    |             |
| 2004 | Застрявший                                  | Stuck                                   | Вирджиния                       |             |
| 2005 | Бешеные скачки                              | Racing Stripes                          | Клара Далримпл                  |             |
| 2005 | Большая жратва                              | Waiting…                                | Мать Монти                      |             |
| 2005 | Похождения императора 2: Приключения Кронка | Kronk’s New Groove                      | Чича                            | Озвучивание |
| 2005 | Братц: Сумасшедшие каникулы                 | Bratz                                   | Бардин Максвел                  | Озвучивание |
| 2006 | Братец медвежонок 2                         | Brother Bear 2                          | Тетя                            | Озвучивание |
| 2006 | Братц: Королевы моды                        | Bratz                                   | Бардин Максвел                  | Озвучивание |
| 2006 | Привет, сестра, прощай, жизнь               | Hello Sister, Goodbye Life              | Барбара                         | Телефильм   |
| 2008 | Давай поженимся                             | Will You Merry Me?                      | Сьюзи Файн                      | Телефильм   |
| 2008 | Братц: Магическая сила                      | Bratz                                   | Бардин Максвел                  | Озвучивание |
| 2008 | Подслушивать                                | Eavesdrop                               | Лаура                           |             |
| 2009 | Парк культуры и отдыха                      | Adventureland                           | Миссис Бреннан                  |             |
| 2009 | Шопоголик                                   | Confessions of a Shopaholic             | Мисс Корч                       |             |
| 2009 | Продавец                                    | The Goods: Live Hard, Sell Hard         | Тэмми Селлек                    |             |
| 2009 | Элвин и бурундуки 2                         | Alvin and the Chipmunks: The Squeakquel | Директор школы Рубин            |             |
| 2010 | Приключения охотника на драконов            | Adventures of a Teenage Dragon Slayer   | Вице-президент Метц             |             |
| 2010 | Железная башка                              | Knucklehead                             | Сестра Франческа                |             |
| 2011 | Немного за пятьдесят                        | About Fifty                             | Кейт                            |             |
| 2011 | Что будет дальше                            | What Happens Next                       | Элиза                           |             |
| 2012 | Признаки совместимости                      | Jewtopia                                | Марси Маркс                     |             |
| 2013 | После всех этих лет                         | After All These Years                   | Одри                            | Телефильм   |
| 2019 | Любовь на троих                             | Endings, Beginnings                     | Сью                             |             |

### Телевидение
| Год       | Название на русском                 | Название на английском                | Роль                     | Примечания |
| --------- | ----------------------------------- | ------------------------------------- | ------------------------ | --- |
| 1982      | Один из мальчиков                   | One of the Boys                       | Джоан                    | 1 эпизод |
| 1983      | Травматологический центр            | Trauma Center                         | Доктор Бригитта Блейн    | Регулярная роль, 13 эпизодов |
| 1984      | Бумажные куклы                      | Paper Dolls                           | Тейлор                   | 1 эпизод |
| 1984      | Майк Хаммер                         | Mike Hammer                           | Луиза Джордан            | 1 эпизод |
| 1986      | Пугало и миссис Кинг                | Scarecrow and Mrs. King               | Дженни Стетсон           | 1 эпизод |
| 1986      | Другой мир                          | Another World                         | Камео                    | 1 эпизод |
| 1987      | Шоссе в рай                         | Highway to Heaven                     | Донна Берк               | 1 эпизод |
| 1988      | Сверхтяжелый                        | Supercarrier                          | Доктор Сьюзан Ладен      | 1 эпизод |
| 1988      | Охотник                             | Hunter                                | Паула                    | 1 эпизод |
| 1985—1989 | Кейт и Элли                         | Kate & Allie                          | Клер                     | 5 эпизодов |
| 1989      | Все, кроме любви                    | Anything but Love                     | Алиса                    | 2 эпизода |
| 1989—1994 | Спасатели Малибу                    | Baywatch                              | Гейл Бичхен              | 7 эпизодов |
| 1990—1991 | Мальчика Фанелли                    | The Fanelli Boys                      | Бекки                    | 3 эпизода |
| 1991      | Секретный агент Макгайвер           | MacGyver                              | Синди Финнеган           | 1 эпизод |
| 1993      | Полиция Нью-Йорка                   | NYPD Blue                             | Сьюзан Вагнер            | 2 эпизода |
| 1994      | Закон Лос-Анджелеса                 | L.A. Law                              | Лаура Шоэнн Рашанофф     | 1 эпизод |
| 1994      | Комиссар                            | The Commish                           | Нэнси Ламберт            | 1 эпизод |
| 1994      | Байки из склепа                     | Tales from the Crypt                  | Рита                     | 1 эпизод |
| 1994      | Гадюка                              | Viper                                 | Ирис                     | 1 эпизод |
| 1994      | Без ума от тебя                     | Mad About You                         | Кэрол                    | 1 эпизод |
| 1995      | Сайнфелд                            | Seinfeld                              | Уэнди                    | 1 эпизод |
| 1995      | Сибилл                              | Cybill                                | Джуди                    | 1 эпизод |
| 1990—1996 | Как в кино                          | Dream On                              | Джудит Таппер Стоун      | Регулярная роль, 119 эпизодов CableACE Award за лучшую женскую роль в комедийном сериале (1992—1995) |
| 1996      | Хорошая компания                    | Good Company                          | Зоуи Хэтшторм            | Регулярная роль, 6 эпизодов |
| 1998      | Секретные материалы                 | The X-Files                           | Окружной прокурор Мэслин | 1 эпизод |
| 1997—2003 | Журнал мод                          | Just Shoot Me!                        | Нина Ван Хорн            | Регулярная роль, 149 эпизодов Номинация — Премия «Эмми» за лучшую женскую роль второго плана в комедийном телесериале (1999—2002) Номинация — Премия «Золотой глобус» за лучшую женскую роль второго плана — мини-сериал, телесериал или телефильм (1999) Номинация — Премия «Спутник» за лучшую женскую роль в телевизионном сериале — комедия или мюзикл (2001) |
| 2004      | Риба                                | Reba                                  | Сэди                     | 1 эпизод |
| 2002—2004 | Филлмор                             | Fillmore!                             | Учитель                  | Озвучивание, 16 эпизодов |
| 2003—2004 | Фрейзер                             | Frasier                               | Ронни Лоуренс            | 10 эпизодов |
| 2005      | C.S.I.: Место преступления          | CSI: Crime Scene Investigation        | Донна Айгер              | 1 эпизод |
| 2005      | Закон и порядок                     | Law & Order                           | Защитник Дресслер        | 1 эпизод |
| 2005—2006 | Джейк вчера, сегодня, завтра        | Jake in Progress                      | Наоми Кларк              | Регулярная роль, 21 эпизод |
| 2006—2007 | Особенный день                      | Big Day                               | Джейн                    | Регулярная роль, 12 эпизодов Премия «Грейси» за лучшую женскую роль второго плана в комедийном телесериале (2007) |
| 2008      | Долго и счастливо                   | 'Til Death                            | Доктор Фридман           | 1 эпизод |
| 2009      | Мёртвые до востребования            | Pushing Daisies                       | Корал Рамора             | 1 эпизод |
| 2010      | Тру Джексон                         | True Jackson, VP                      | Либби                    | 1 эпизод |
| 2010—2015 | Красотки в Кливленде                | Hot in Cleveland                      | Виктория Чейз            | Регулярная роль, 128 эпизодов Премия «Грейси» за лучший актёрский состав в комедийном сериале (2013) Номинация — Премия Гильдии киноактёров США за лучший актёрский состав в комедийном сериале (2011) |
| 2011      | Все мои дети                        | All My Children                       | Виктория Чейз            | 1 эпизод |
| 2011—2016 | Кунг-фу панда: Удивительные легенды | Kung Fu Panda: Legends of Awesomeness | Фэнхуан                  | 4 эпизода |
| 2013—2016 | Гуппи и пузырики                    | Bubble Guppies                        | Офицер Миранда           | 1 эпизод |
| 2014—2020 | Конь БоДжек                         | BoJack Horseman                       | Беатрис                  | 11 эпизодов |
| 2016      | Час пик                             | Rush Hour                             | Капитан Линдси Коул      | Регулярная роль, 13 эпизодов |
| 2016      | Подача                              | Pitch                                 | Максин Армстронг         | 1 эпизод |
| 2016      | Закон и порядок: Специальный корпус | Law & Order: Special Victims Unit     | Реджайна Принс           | 1 эпизод |
| 2016      | Морская полиция: Новый Орлеан       | NCIS: New Orleans                     | Сильвия Лунд             | 1 эпизод |
| 2016—2019 | Американская домохозяйка            | American Housewife                    | Кэтрин                   | 11 эпизодов |
| 2017      | Мамаша                              | Mom                                   | Даниэлла                 | 2 эпизода |
| 2017      | Грейс и Фрэнки                      | Grace and Frankie                     | Мими                     | 1 эпизод |
| 2018—2020 | Ранчо                               | The Ranch                             | Лиза                     | 15 эпизодов |
| 2018      | Это мы                              | This Is Us                            | миссис Деймон            | 1 эпизод |
| 2019      | Городской закон блефа               | Bluff City Law                        | Рейчел                   | 1 эпизод |
| 2020      | Боб любит Абишолу                   | Bob Hearts Abishola                   | Джен                     | 1 эпизод |
| 2020      | Американская семейка                | Modern Family                         | Одри Бекман              | 1 эпизод |
| 2020      | Миллиарды                           | Billions                              | Лия Калдер               | 1 эпизод |
| 2020      | Дом совы                            | The Owl House                         | Ида                      | Регулярная роль,19 эпизодов |